# Georgi Dimitrov
Georgi Mikhailov Dimitrov (bulgarsk: Георги Михайлов Димитров; født 19. juni 1882, død 2. juli 1949) var leder af det bulgarske kommunistparti. Han var samtidig stifteren af DS (Държавна Сигурност), (dansk: ~ Statssikkerhed), der var det bulgarske sikkerhedspoliti.
Han blev i sin tid anklaget for at have startet Rigsdagsbranden i Nazi-Tyskland.
Mens han sad fængslet, lærte han tysk på højt niveau. Samtidig studerede han den tyske grundlov m.m. med henblik på at forsvare sig selv i retten.
Selvom det var Nazi-Tyskland og "alle" var imod ham, blev han mod alle odds frikendt for sin deltagelse i Rigsdagsbranden.

## Ekstern henvisning
- Wikimedia Commons har flere filer relateret til Georgi Dimitrov
- Marxists.org (tekster skrevet af Georgi Dimitrov) (engelsk)

| Portal | Portal:kommunisme |